# 麥可·沃爾德倫
麥可·沃爾德倫（英語：Michael Waldron，1987年4月23日—）是一名美國編劇和製片人，因其在電視劇《瑞克和莫蒂》和《反派》中的工作而知名。同時他還創作了漫威電影宇宙電視劇《洛基》，並為《奇異博士2：失控多重宇宙》（2022年）撰寫劇本。

## 職業生涯
2014年2月，沃爾德倫在佩珀代因大學的MFA編劇課程就讀，並在Adult Swim節目《瑞克和莫蒂》第一季中擔任實習生。當時他被該節目的聯合創作者丹·哈蒙聘用，成為哈蒙的NBC電視劇《廢柴聯盟》第五季的製作人員之一。2017年2月，他為Starz撰寫電視劇《反派》的腳本。2017年8月，他是YouTube Red電視劇《Good Game》的執行製作人。
2019年2月，沃爾德倫被聘為Disney+電視劇《洛基》（2021年）的首席編劇兼執行製作人。2019年11月，在製作了多部《瑞克和莫蒂》劇集後，他撰寫了第四季劇集「老人與坐便器」。2020年2月，他開始為電影《奇異博士2：失控多重宇宙》（2022年）撰寫劇本。2021年1月，他被聘請為凱文·費吉未命名的《星際大戰》電影的編劇，同時還與迪士尼簽署了一份整體協議。2021年6月，克里斯·麥凱透露，續集劇本由沃爾德倫和丹·哈蒙撰寫。

## 影視作品
| 年份       | 標題                        | 職位 | 職位   | 備註                        |
| 年份       | 標題                        | 編劇 | 製片人 | 備註                        |
| ---------- | --------------------------- | ---- | ------ | --------------------------- |
| 2014       | 《廢柴聯盟》                | 助理 | 否     | 13集                        |
| 2017       | 《Good Game》               | 否   | 執行   | 6集                         |
| 2019－2020 | 《瑞克和莫蒂》              | 是   | 是     | 編劇：集數「老人與坐便器」  |
| 2021－2023 | 《洛基》                    | 是   | 執行   | 12集                        |
| 2021－2023 | 《反派》                    | 是   | 執行   | 16集                        |
| 2022       | 《奇異博士2：失控多重宇宙》 | 是   | 否     | 飾演：克莉絲汀·帕瑪婚禮賓客 |
| 2025       | 《查德·鲍尔斯》             | 是   | 執行   | 兼創作者                    |

## 榮譽
| 獎項和提名名單 | 獎項和提名名單 | 獎項和提名名單 | 獎項和提名名單               | 獎項和提名名單 | 獎項和提名名單 |
| 獎項           | 頒獎日期       | 分類           | 電視劇                       | 結果           | 來源           |
| -------------- | -------------- | -------------- | ---------------------------- | -------------- | -------------- |
| 黃金時段艾美獎 | 2020年9月19日  | 優秀動畫節目獎 | 《瑞克和莫蒂》「強酸池這集」 | 獲獎           | [ 16 ]         |

## 外部連結
- 麥可·沃爾德倫在互联网电影资料库（IMDb）上的資料（英文）